# Хайнрих II (Бар)
Хайнрих II/Хенри II де Бар (на френски: Henri II Comte de Bar, на немски: Heinrich II von Bar; * 1190; † 13 ноември 1239 при Газа, Палестина) от Дом Скарпон, е от 1214 г. до смъртта си граф на Бар и господар на Лини.

## Живот
Той е син на граф Теобалд I († 1214) и втората му съпруга Ермезинда дьо Бриен († 1211) дъщеря на граф Гуидо дьо Бриен. Този брак е анулиран през 1195 г. По-голямата му полусестра Агнес († 1226) е омъжена 1189 г. за херцог Фридрих II от Лотарингия. Баща му се жени трети път 1197 г. за графиня Ермезинда II Люксембургска († 1247).
През 1211 г. той се включва в Третия кръстоносен поход. През 1214 г. той наследява баща си и се бие на 27 юли същата година за френския крал Филип II Август в битката при Бувине. Той е в конфликт с херцог Теобалд I от Лотарингия и помага военно на император Фридрих II против херцога.
Той се съюзява с херцога на Бургундия и те нахлуват през 1229 г. в Шампан. Хенри е приятел с крал Теобалд IV и през 1239 г. участва в неговия кръстоносен поход в Светите земи.
Хайнрих II/Хенри II де Бар е убит на 13 ноември 1239 г. в битка при Газа в Палестина. В началото на 1241 г. той е изровен от Ричард Корнуолски и е погребан близо до Ашкелон.

## Фамилия
Хайнрих II/Хенри II де Бар се жени на 16 ноември 1218 г. за Филипа де Дрьо (* 1192; † 17 март 1242), дъщеря на граф Роберт II де Дрьо (Капет) и втората му съпруга Йоланда де Куци. Те имат децата:
- Маргарита де Бар († 23 ноември 1273), омъжена 1240 г. за граф Хайнрих V Люксембурги († 1281)
- Теобалд II (* 1221; † октомври 1291), наследява баща си 1240 г. като граф на Бар, сгоден I. на 3 май 1243, женен март/юли 1245 г. за Жана де Дампиер († 1245/46), II. за Жана де Туци († 1317)
- Райналд († 22 юли 1271), женен за Мари де Квиеврен († юни 1293)
- Хайнрих († сл. 3 септември 1249)
- Йохана/Жана де Бар († ок. 1299), омъжена пр. 25 септември 1242 г. за граф Фридрих Кристиан фон Салм († ок. 1246), господар на Бламон
- Ерард († 1335)
- Изабела († 1320)